# Qeshlaq Khas
 (mars 2025).
Si vous disposez d'ouvrages ou d'articles de référence ou si vous connaissez des sites web de qualité traitant du thème abordé ici, merci de compléter l'article en donnant les références utiles à sa vérifiabilité et en les liant à la section « Notes et références ».
Qeshlaq Khas est un village du nord-ouest de l’Afghanistan. Il est situé dans la province de Badghis, dans une partie désertique du district de Jawand (en).